# Joseph-Boniface Franque
Pour les articles homonymes, voir Franque.
Joseph-Boniface Francou, dit Joseph Franque, né le 11 août 1774 à Buis-les-Baronnies, et mort à Naples en 1833, est un peintre français.

## Biographie
Frère jumeau de Jean-Pierre Franque, Joseph-Boniface bénéficie, comme son frère, d’une aide financière, décidée par la Convention nationale par un décret du 15 janvier 1792. Les deux frères sont élèves de David. Dans l’atelier de ce dernier, ils sont proches du groupe des Barbus animé par Quays.
En 1812, Joseph-Boniface quitte la France pour l’Italie, à la suite d’Élisa Bonaparte, et nommé, l’année suivante, professeur de dessin à l’Académie de Carrare,  il s’établit par la suite comme professeur de dessin à l’Académie des Beaux-Arts de Naples, dont il devient le directeur.

## Envois aux salons
- 1806, no 207, Hercule arrachant Alceste des Enfers , tableau disparu lors de l’incendie du château de Meudon en 1871, réplique exposée à Paris en 2006, Galerie Terrades, no 12 du catalogue, en voie d’acquisition en 2007 par le musée des beaux-arts de Valence[3] ;
- 1808, Daphnis montrant à jouer de la flûte à Chloé ;
- 1810, Allégorie sur l’état de la France avant le retour d’Égypte ;
  - Portrait de S. E. Asher-Kan, ambassadeur de Perse ;
- 1812, L’Impératrice contemplant le roi de Rome endormi, Château de Versailles ;
  - L’Empereur, le matin de la bataille de la Moskowa ;
- 1827, Scène de l’Éruption du Vésuve, Philadelphie, Philadelphia Museum of Art.

## Œuvres conservées dans les musées
- Grenoble, musée de Grenoble, Portrait de Pierre Jean de Bourcet, huile sur toile, 136 x 108 cm. Signé J. Franque.(inv. BMG 1178 bis).
- Bordeaux, Musée des Beaux-Arts, Deux personnages devant une fenêtre, huile sur toile, 36,3 x 27 cm, signé[4] J. Franque ;
- Philadelphie, Philadelphia Museum of Art, Scène de l’éruption du Vésuve, huile sur toile, 295 x 228 cm, vers 1827. Le tableau provient d’une vente à l’hôtel Drouot le 19 janvier 1969, acheté par Madame André Cabanel, marchande de tableaux à Paris, rue de Seine. Il est vendu par Madame Cabanel à la Galerie Heim de Londres, puis acheté par le musée en 1972, grâce au George W. Elkins Fund. ;
- Rueil-Malmaison, Château de la Malmaison, Joachim Murat, roi de Naples (1767-1815), huile sur toile, 93 x 75 cm. ;
- Versailles, château de Versailles et de Trianon, L’Impératrice Marie-Louise veillant sur le sommeil du Roi de Rome, huile sur toile, 52 x 45 cm, 1811.